# 布洛涅-比扬古
布洛涅-比扬古（法語：Boulogne-Billancourt，法語發音：[bulɔɲ bijɑ̃kuʁ] ⓘ），法国中北部城市，法兰西岛大区上塞纳省的一个市镇，同时也是该省的一个副省会，下辖布洛涅-比扬古区，其市镇面积为6.18平方公里，2022年1月1日时人口数量为120,205人，是法兰西岛大区人口第二多的市镇，仅次于首都巴黎，在法国城市中排名第30位。
布洛涅-比扬古位于上塞纳省东南部，其市区东、南、西三面被塞纳河环绕，北侧则与布洛涅森林接壤。布洛涅-比扬古位于法国首都巴黎的西南方向，是巴黎近郊重要的卫星城，其市镇中心距离巴黎市政厅大约10公里，有两条地铁线和多条公交线路可连接巴黎市区。
布洛涅-比扬古20世纪初因汽车工业而获得发展，其位于塞纳河中央的瑟甘岛曾为雷诺汽车的生产工厂。20世纪后，布洛涅-比扬古的工业部门逐级转型或外迁，原址则被开发成为城市绿地或文化设施。布洛涅-比扬古也是巴黎附近的一处重要商务区，微软、雷诺总部、法国电视一台、华为、中兴通讯等知名企业均驻扎于此地。

## 地名来源
“布洛涅-比扬古”一名作为官方名称自1925年起开始使用。该名称包含“布洛涅”（Boulogne）及“比扬古”（Billancourt）两部分：
- “布洛涅”一名与意大利城市博洛尼亚有关：公元14世纪时当地的一处堂区为纪念博洛尼亚主教而被命名为“小布洛涅”（Boulogne-la-Petite）。法国大革命后，“布洛涅”一名被称为“塞纳河畔布洛涅”（Boulogne-sur-Seine）[4]。
- “比扬古”一名的来源及含义则尚有待考证。

## 历史

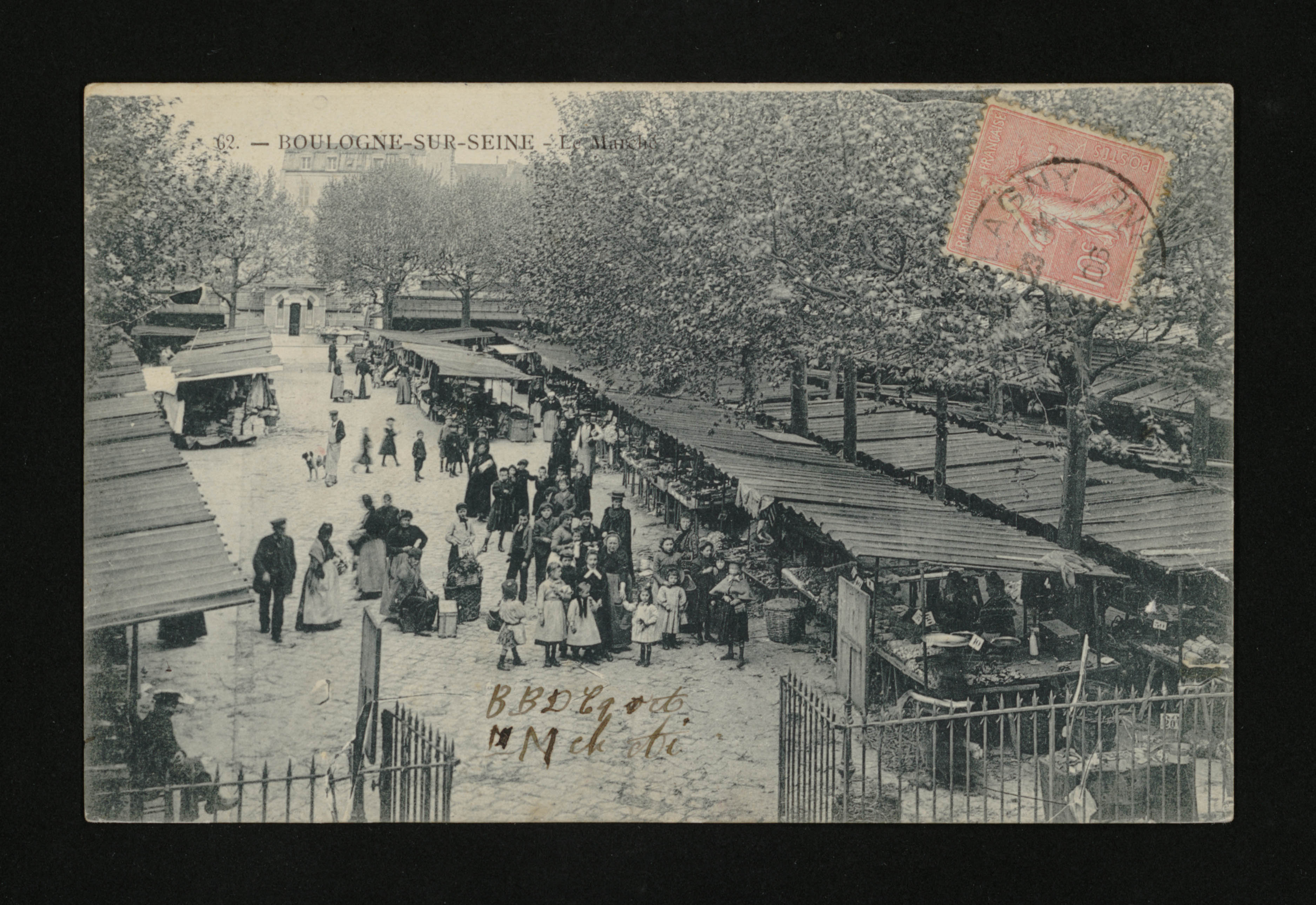
20世纪初布洛涅-比扬古境内的集市

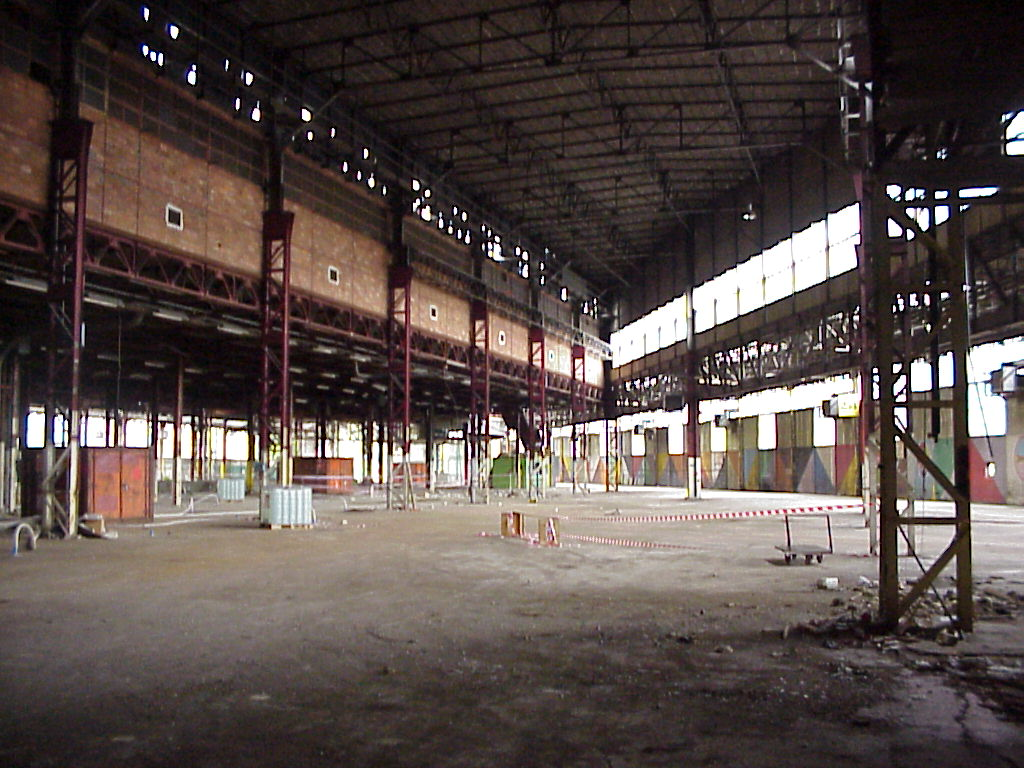
位于瑟甘岛上的雷诺工厂旧址

布洛涅和比扬古在近代以前均长期为普通村落，其中布洛涅镇中心偏北（大致位于今“加列尼”公交站附近），而比扬古的镇中心则位于塞纳河岸，在18世纪以前，两地间被田野阻隔，未形成完整的距离。1660年，横跨塞纳河的圣克卢桥建成，位于该桥右岸的布洛涅成为了连接巴黎和凡尔赛宫之间的必经之路，当地人口数量略有增加，至18世纪中期已超过2000人。法国大革命后，布洛涅被更名为“塞纳河畔布洛涅”，成为塞纳省的一部分，比扬古以及原圣克卢在塞纳河右岸的部分也被并入布洛涅。19世纪中后期，根据奥斯曼的巴黎城市规划，原有的欧特伊市镇被一分为二，其北侧独立成为巴黎16区，南侧则与布洛涅合并，此举使得布洛涅直接与巴黎接壤。普法战争期间，布洛涅在1870年的巴黎围城战中遭到严重破坏，战后逐渐得到重建。19世纪末起，布洛涅成为巴黎附近重要的工业区，其中塞纳河中央的瑟甘岛被开发成为雷诺生产工厂，当地人口数量也快速增加。一战后，法国政治家安德烈·莫里泽担任布洛涅市长职务，1926年起，“布洛涅-比扬古”成为当地的官方名称。1934年，巴黎地铁9号线延伸至布洛涅-比扬古境内，成为首条延伸至巴黎市镇范围以外的地铁线路。1964年，塞纳省被撤销，布洛涅-比扬古被划入新设立的上塞纳省中，并自1972年起成为该省的一个副省会。20世纪末，布洛涅-比扬古逐渐成为巴黎附近重要的中产阶级居民区，当地的工业部门逐渐得到转型，其中瑟甘岛上的雷诺工厂搬迁至雷恩附近的布列塔尼地区沙特尔，而原址则被改造成为了博物馆及城市绿地。

## 地理

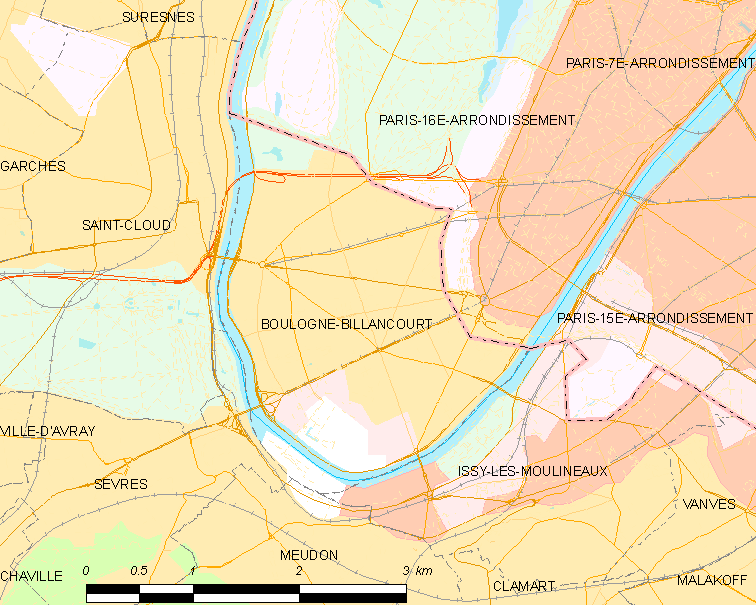
布洛涅-比扬古市镇范围地图

布洛涅-比扬古位于法国中北部，法兰西岛大区中部和上塞纳省中南部，距离省会楠泰尔大约8公里。与布洛涅-比扬古接壤的市镇包括：巴黎、伊西萊穆利諾、默东、塞夫尔、圣克卢。

### 地形
布洛涅-比扬古位于巴黎盆地腹地，境内以平原为主，地势平坦，全境海拔在28到40米之间。

### 水文

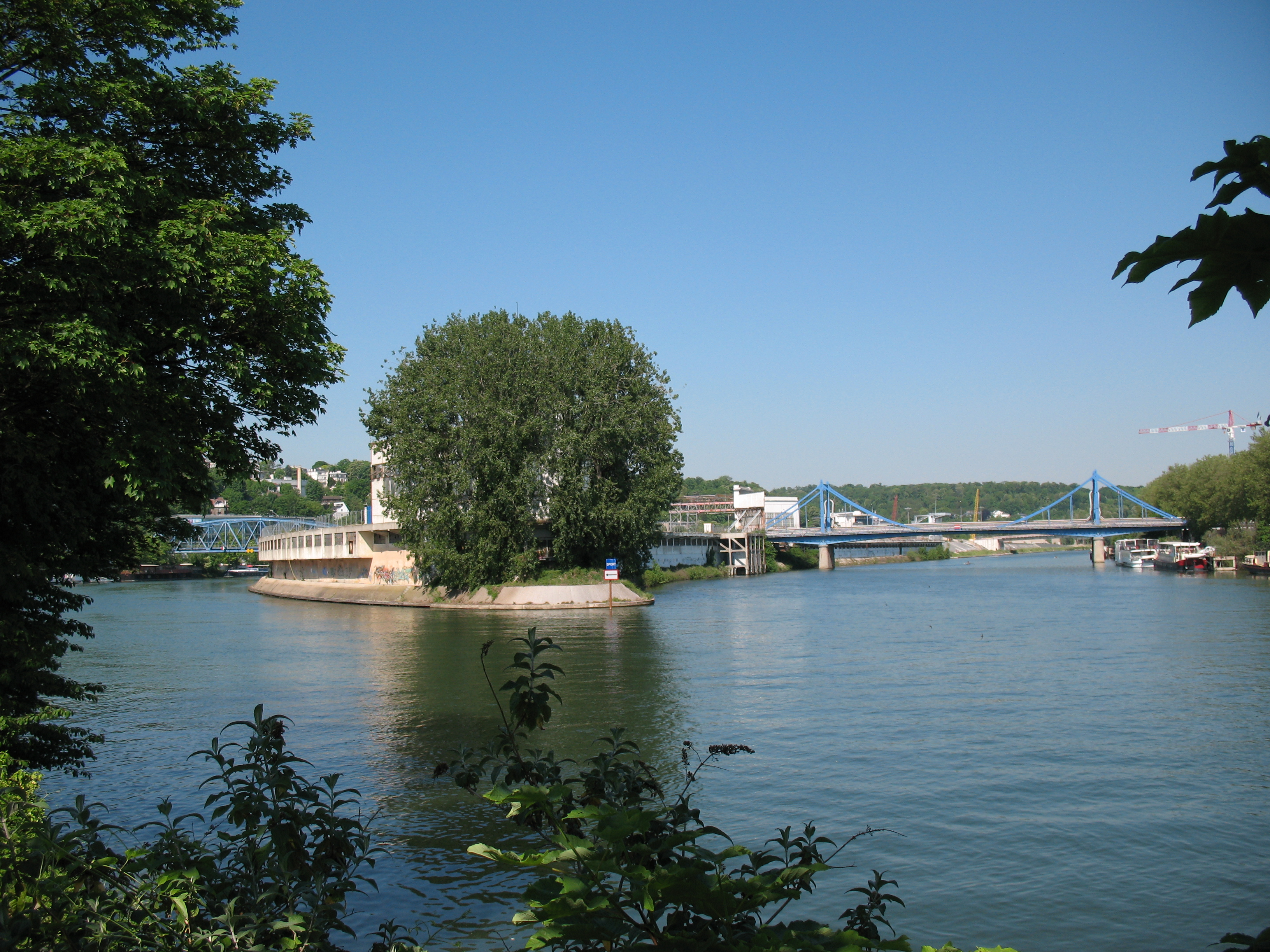
瑟甘岛开口处

塞纳河干流自东北向西北呈“U”字形流经布洛涅-比扬古，该河中央的瑟甘岛亦整体属于布洛涅-比扬古的市镇管理范围。

### 植被
布洛涅-比扬古属于温带落叶林区，市区内的主要绿地公园包括莱格拉西耶尔公园（Parc des Glacières）、比扬古公园（Parc de Billancourt）、莱昂·布吕姆广场（Square Léon Blum）等，均常年免费向公众开放。
在鲜花城市的评比中，布洛涅-比扬古被评为3星级鲜花城市。

### 气候
布洛涅-比扬古在柯本气候分类法中属于温带海洋性气候。
距离布洛涅-比扬古最近的常年气象站位于韦利济-维拉库布莱境内，以下为该气象站的数据：
| 韦利济-维拉库布莱1981年－2019年 | 韦利济-维拉库布莱1981年－2019年 | 韦利济-维拉库布莱1981年－2019年 | 韦利济-维拉库布莱1981年－2019年 | 韦利济-维拉库布莱1981年－2019年 | 韦利济-维拉库布莱1981年－2019年 | 韦利济-维拉库布莱1981年－2019年 | 韦利济-维拉库布莱1981年－2019年 | 韦利济-维拉库布莱1981年－2019年 | 韦利济-维拉库布莱1981年－2019年 | 韦利济-维拉库布莱1981年－2019年 | 韦利济-维拉库布莱1981年－2019年 | 韦利济-维拉库布莱1981年－2019年 | 韦利济-维拉库布莱1981年－2019年 |
| 月份                            | 1月                             | 2月                             | 3月                             | 4月                             | 5月                             | 6月                             | 7月                             | 8月                             | 9月                             | 10月                            | 11月                            | 12月                            | 全年                            |
| ------------------------------- | ------------------------------- | ------------------------------- | ------------------------------- | ------------------------------- | ------------------------------- | ------------------------------- | ------------------------------- | ------------------------------- | ------------------------------- | ------------------------------- | ------------------------------- | ------------------------------- | ------------------------------- |
| 历史最高温 °C（°F）             | 15 (59)                         | 20 (68)                         | 24.3 (75.7)                     | 29.4 (84.9)                     | 33 (91)                         | 35.8 (96.4)                     | 40.3 (104.5)                    | 38.5 (101.3)                    | 32.5 (90.5)                     | 28.5 (83.3)                     | 20.6 (69.1)                     | 20 (68)                         | 40.3 (104.5)                    |
| 平均高温 °C（°F）               | 6.2 (43.2)                      | 7.2 (45.0)                      | 11 (52)                         | 14.3 (57.7)                     | 18.3 (64.9)                     | 21.5 (70.7)                     | 24 (75)                         | 23.9 (75.0)                     | 20.1 (68.2)                     | 15.3 (59.5)                     | 9.8 (49.6)                      | 6.5 (43.7)                      | 14.8 (58.6)                     |
| 日均气温 °C（°F）               | 3.8 (38.8)                      | 4.4 (39.9)                      | 7.5 (45.5)                      | 10.1 (50.2)                     | 13.9 (57.0)                     | 17 (63)                         | 19.2 (66.6)                     | 19.1 (66.4)                     | 15.8 (60.4)                     | 11.9 (53.4)                     | 7.1 (44.8)                      | 4.3 (39.7)                      | 11.2 (52.2)                     |
| 平均低温 °C（°F）               | 1.4 (34.5)                      | 1.5 (34.7)                      | 3.9 (39.0)                      | 5.9 (42.6)                      | 9.5 (49.1)                      | 12.4 (54.3)                     | 14.4 (57.9)                     | 14.3 (57.7)                     | 11.5 (52.7)                     | 8.5 (47.3)                      | 4.4 (39.9)                      | 2.1 (35.8)                      | 7.5 (45.5)                      |
| 历史最低温 °C（°F）             | −15.6 (3.9)                     | −15.2 (4.6)                     | −10.2 (13.6)                    | −8.2 (17.2)                     | −1.6 (29.1)                     | 2.6 (36.7)                      | 1.9 (35.4)                      | 5 (41)                          | 1.2 (34.2)                      | −5 (23)                         | −8.4 (16.9)                     | −14 (7)                         | −15.6 (3.9)                     |
| 平均降水量 mm（）               | 56.9 (2.24)                     | 49.2 (1.94)                     | 50.7 (2.00)                     | 53.1 (2.09)                     | 61.9 (2.44)                     | 51.7 (2.04)                     | 63.9 (2.52)                     | 55.3 (2.18)                     | 50.7 (2.00)                     | 65.2 (2.57)                     | 54.2 (2.13)                     | 62.9 (2.48)                     | 675.7 (26.60)                   |
| 月均日照時數                    | 61.8                            | 76.5                            | 127.3                           | 164.6                           | 195.3                           | 209.3                           | 216.4                           | 209.9                           | 167                             | 112.1                           | 64.9                            | 51.5                            | 1,656.6                         |
| 来源：infoclimat.fr             |                                 |                                 |                                 |                                 |                                 |                                 |                                 |                                 |                                 |                                 |                                 |                                 |                                 |

## 行政区划
布洛涅-比扬古是法国法兰西岛大区上塞纳省的一个市镇，编号为92012，它也是上塞纳省的一个副省会。布洛涅-比扬古下辖布洛涅-比扬古区，隶属于上塞纳省第九选区，管理布洛涅-比扬古第一县和第二县，同时也是大巴黎都会区以及大巴黎西部塞纳土地公共管理局的组成部分。
布洛涅-比扬古市镇被划为六个街区，并实行街区自治制度。
法国国家统计与经济研究所（简称）在进行数据统计时，将布洛涅-比扬古设为巴黎城市区的一部分。自2020年起，巴黎城市区被包含1,949个市镇的巴黎城市辐射区代替。此外，还将布洛涅-比扬古市镇分为了42个“块区”（IRIS），以便于统计人口分布情况。

## 交通

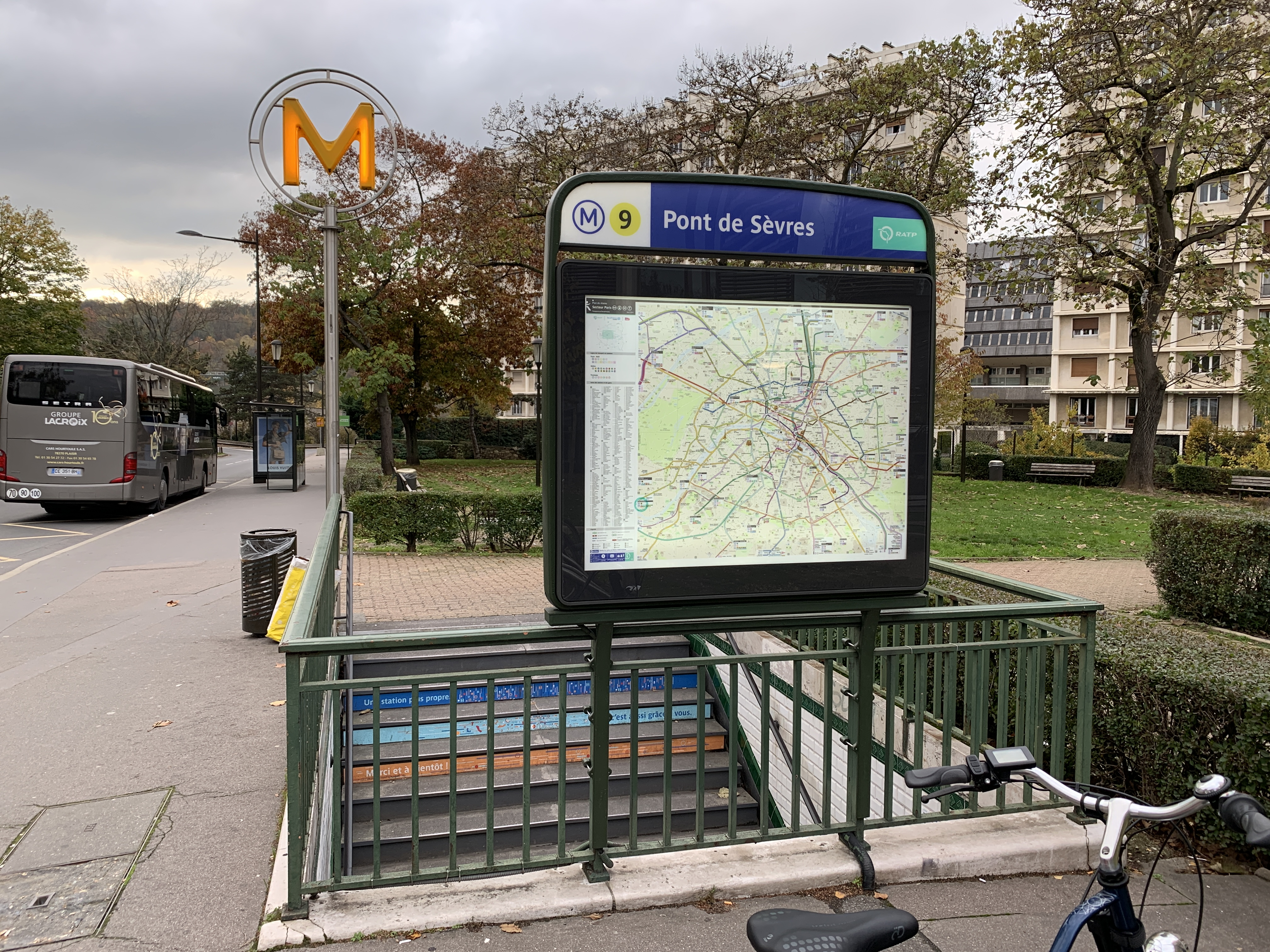
地铁塞夫尔桥站的入口

### 公路
A13高速公路从布洛涅-比扬古市区北部以地下隧道的形式通过。除此之外，布洛涅-比扬古境内的街道大部分已完成城市化改造，建有排水、照明、人行道等设施。
2017年，52.8%的布洛涅-比扬古家庭拥有至少一辆私人汽车。2019年，布洛涅-比扬古境内共发生各类交通事故183起，造成3人遇难，202人受伤。

### 对外交通
距离布洛涅-比扬古市区最近的长途汽车站、长途铁路客运车站以及民用航空机场分别为马约门汽车站、巴黎蒙帕纳斯站和巴黎-奥利机场，其公路里程分别为6.8公里、7公里和16公里。

### 城市公共交通
| 途经布洛涅-比扬古境内的主要公共交通线路 |           | |
| 类型                                    | 运营商    | 线路 |
| 地铁                                    | RATP      | - ：塞夫尔桥 ↔ 比扬古 ↔ 马塞尔·桑巴 ↔ 圣克卢门 ↔ 共和国 ↔ 国民 ↔ 蒙特勒伊市政府 - ：圣克卢桥 ↔ 布洛涅让·饶勒斯 ↔ 克吕尼-索邦 ↔ 奥斯特里茨火车站 |
| 公共汽车                                | RATP      | - 42：瑟甘岛街 ↔ 比扬古 ↔ 马塞尔·桑巴 ↔ 圣克卢门 ↔ 圣拉扎尔火车站 - 52：圣克卢公园 ↔ 圣克卢桥 ↔ 布洛涅让·饶勒斯 ↔ 歌剧院 - 72：圣克卢桥 ↔ 沙特雷 ↔ 里昂火车站 - 123：欧特伊门 ↔ 布洛涅让·饶勒斯 ↔ 马塞尔·桑巴 ↔ 伊西莱穆利诺 ↔ 塞纳河畔伊夫里 - 126：圣克卢公园 ↔ 圣克卢桥 ↔ 马塞尔·桑巴 ↔ 奥尔良门 - 160：圣克卢桥 ↔ 快铁楠泰尔省府站 - 169：塞夫尔桥 ↔ 乔治·蓬皮杜欧洲医院 - 171：塞夫尔桥 ↔ 凡尔赛宫 - 175：圣克卢门 ↔ 马塞尔·桑巴 ↔ 圣克卢桥 ↔ 塞纳河畔阿尼耶尔-加布里埃尔·佩里 - 179：塞夫尔桥 ↔ 快铁罗班松站 - 189：圣克卢门 ↔ 拉克泰街 ↔ 克拉马-乔治·蓬皮杜 - 241：欧特伊门 ↔ 甘必大 ↔ 巴黎-朗香跑马场 - 260：甘必大 ↔ 圣克卢桥 ↔ 瑟甘岛街 ↔ 伊西莱穆利诺 ↔ 巴黎-苏珊·朗日安 - 291：塞夫尔桥 ↔ 韦利济二号商业中心 - 426：塞夫尔桥 ↔ 拉塞勒圣克卢-火车站 - 467：甘必大 ↔ 圣克卢桥 ↔ 拉塞勒圣克卢-火车站 - 571：市政厅（区域环线） |
| 公共汽车                                | Hourtoule | - 17：塞夫尔桥 ↔ 圣克卢桥 ↔ 普莱西尔-格里尼翁火车站 |
| 公共汽车                                | Nanterre  | - 460：塞夫尔桥 ↔ 圣克卢桥 ↔ 吕埃-马尔迈松 |
| 1.                                      |           | |

除此之外，法兰西岛大区快铁C线的“伊西塞纳河谷站”、法兰西岛大区铁路L线及U线的“圣克卢站”、法兰西岛有轨电车2号线的“莱穆利诺站”、“塞夫尔博物馆站”和“圣克卢公园站”均与布洛涅-比扬古隔河相望。

## 政治

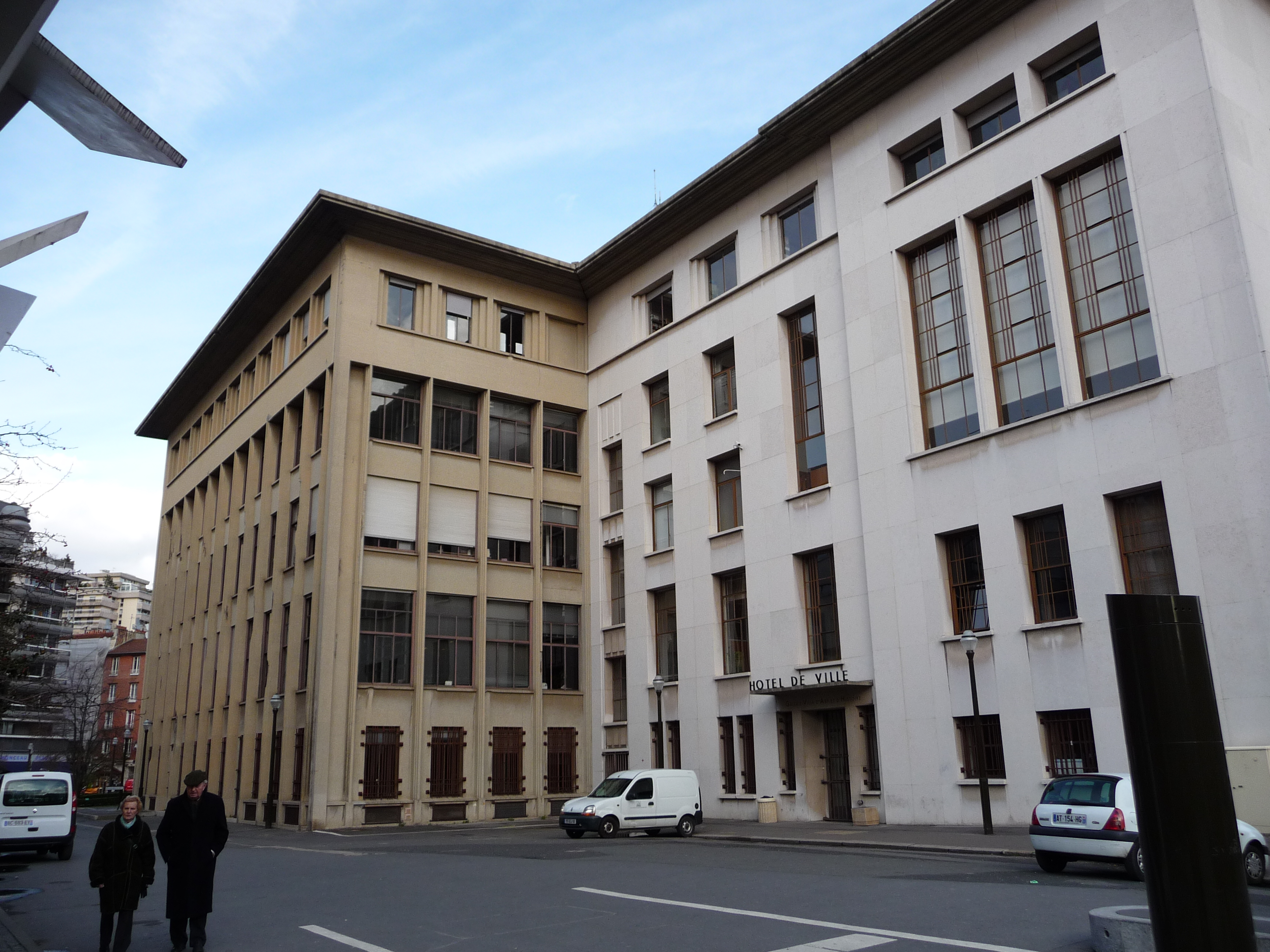
布洛涅-比扬古市政厅

布洛涅-比扬古的现任市长为皮埃尔-克里斯托夫·巴盖先生，他是共和党的一名成员，在2020年的市政选举中获得了56.05%的支持率。
在2017年的法国总统大选中，法国第25任总统埃马纽埃尔·马克龙在布洛涅-比扬古获得了88.67%的支持率。
| 布洛涅-比扬古历届市长 |                                                 |                                    |
| 任期                  | 市长                                            | 党派                               |
| 1944年－1965年        | Alphonse Le Gallo 阿方斯·勒加洛                 | SFIO工人国际法国支部               |
| 1965年－1971年        | Albert Agogué 阿尔贝·阿戈盖                     | SFIO工人国际法国支部               |
| 1971年－1991年        | Georges Gorse 乔治·戈尔斯                       | UDR共和国保卫联盟 →RPR保衛共和聯盟 |
| 1991年－1995年        | Paul Graziani 保罗·格拉齐亚尼                   | RPR保衛共和聯盟                    |
| 1995年－2007年        | Jean-Pierre Fourcade 让-皮埃尔·富尔卡德         | UDF法国民主联盟 →UMP人民运动联盟   |
| 2007年－2008年        | Pierre-Mathieu Duhamel 皮埃尔-马蒂厄·迪阿梅尔   | UMP人民运动联盟                    |
| 2008年－              | Pierre-Christophe Baguet 皮埃尔-克里斯托夫·巴盖 | UMP人民运动联盟 →LR共和黨          |

## 人口
2018年，布洛涅-比扬古市镇人口数量为121,334，在法国排名第30位。其中男性56,386人，女性63,685人，75岁及以上人口占6.8%，外籍人口数量为32,618人，人口密度为19,665人/平方公里，当地居民被称为（男性）或（女性）。2019年，布洛涅-比扬古境内出生1,519人，死亡人口749人。
| 年份   | 1936   | 1946   | 1954   | 1962    | 1968    | 1975    | 1982    | 1990    | 1999    | 2006    | 2011    | 2016    | 2018    |
| ------ | ------ | ------ | ------ | ------- | ------- | ------- | ------- | ------- | ------- | ------- | ------- | ------- | ------- |
| 人口數 | 97,379 | 79,410 | 93,998 | 106,641 | 109,008 | 103,578 | 102,582 | 101,743 | 106,367 | 110,251 | 116,220 | 119,645 | 121,334 |

## 经济
布洛涅-比扬古是巴黎西南部重要的商务区之一，截至2021年4月，当地共有各类用人单位32,552家，平均历史为14年，其中91.61%为中小型企业（PME）。雷诺、法国电视一台广告部及华为法国是当地2019年营业额最高的三个企业，分别为47,949,000,000欧元、1,643,935,625欧元和1,408,122,518欧元。

## 财政收入
2019年，布洛涅-比扬古的财政收入总额为225,929,000欧元，财政支出总额为214,294,000欧元，当年的债务总额为63,012,600欧元。2020年，布洛涅-比扬古共获得1,191,810欧元的国家财政补助，比上一年减少了0.48%。
2017年，布洛涅-比扬古的人均月收入总额为4,133欧元，其中高级职员为5,365欧元，高于法国平均水平（4,214欧元）；中级职员为2,908欧元，高于法国平均水平（2,353欧元）；普通职员为2,008欧元，亦高于法国平均水平（1,690欧元）。
2017年，布洛涅-比扬古境内的青壮年（15至64岁）失业率为9.4%，当地73.3%的家庭拥有纳税资格，平均纳税11,920欧元，高于法国平均水平（3,888欧元）。

## 社会事务

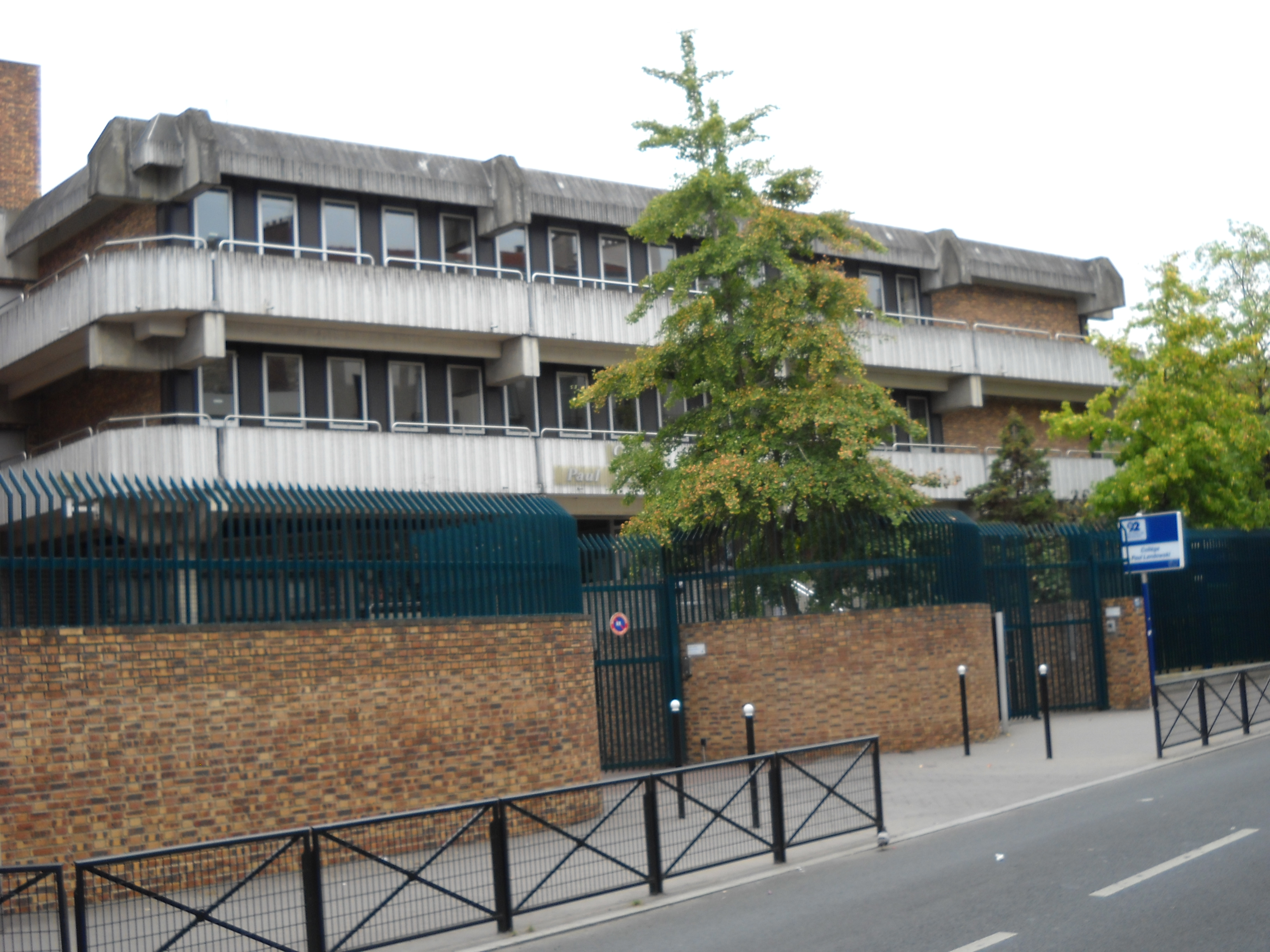
布洛涅-比扬古的一所初级中学

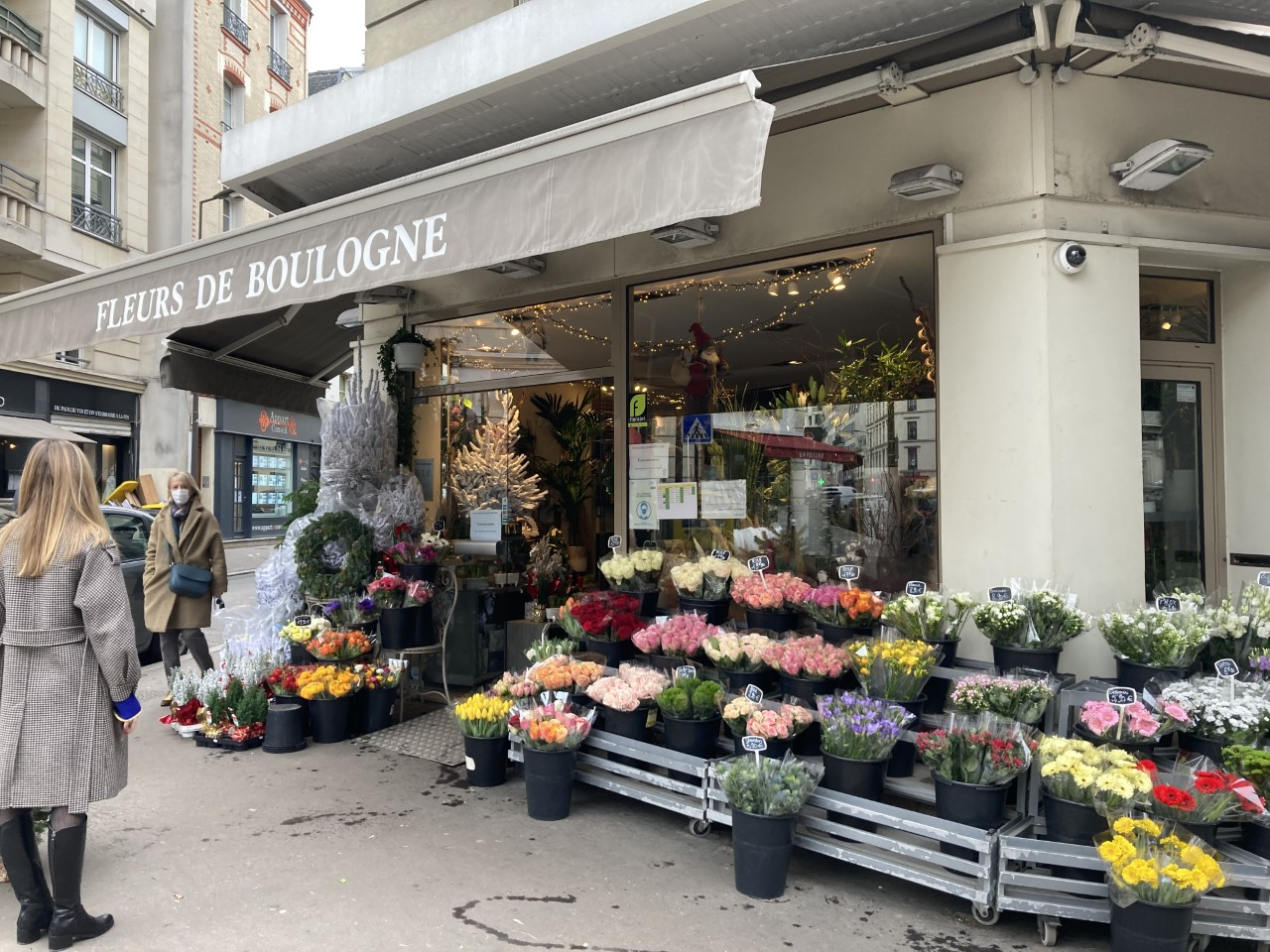
布洛涅-比扬古街头的一处鲜花店

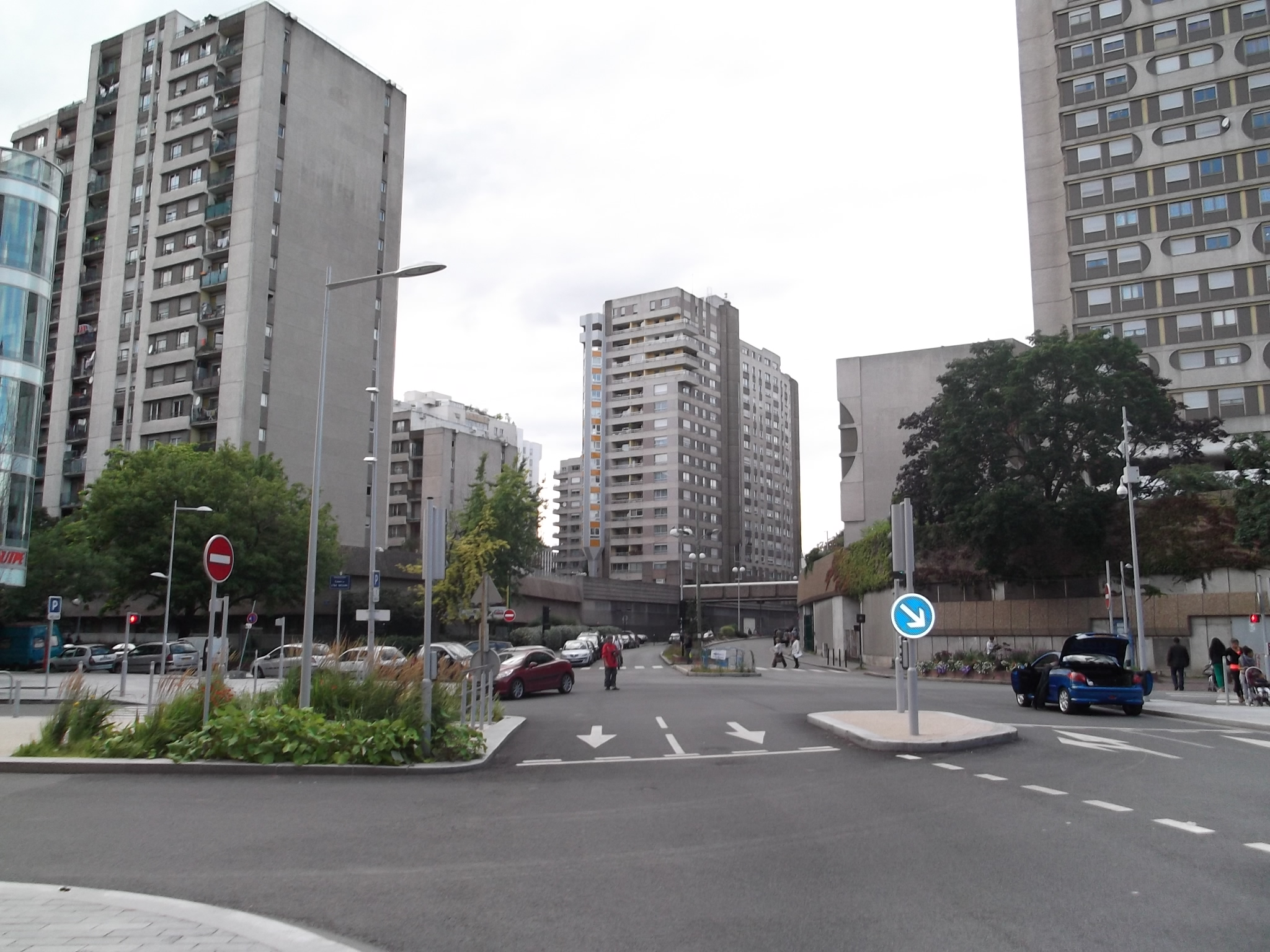
布洛涅-比扬古境内的现代高层居民楼

### 教育
布洛涅-比扬古属于凡尔赛学区。截止2019年1月1日，布洛涅-比扬古境内共有20所幼儿园、22所小学、9所初级中学和6所普通高中。2018至2019学年度，布洛涅-比扬古境内共有在校中等教育阶段学生7,414名。
在高等教育方面，昂热高等商业科技学校和凯致商学院在布洛涅-比扬古建有校区。

### 医疗
截止2019年1月1日，布洛涅-比扬古境内共有全科医生144名、保健师151名、牙医123名、护士54名、耳科医生10名、眼科医生9名、皮肤科医生9名、助产士16名、儿科医生36名和妇科医生22名。境内共有药房42家、养老院8家、残疾人帮扶中心11家。
昂布鲁瓦兹·帕雷医院位于布洛涅-比扬古市区北部，是巴黎公共医疗集团的成员，该院设有床位497个，是布洛涅-比扬古境内规模最大的公立综合性医院。除此之外，布洛涅-比扬古距离巴黎圣佩里娜-罗西尼-夏尔东·拉加什医院以及乔治·蓬皮杜欧洲医院的公路里程均在5公里之内。

### 住房
2017年，布洛涅-比扬古境内共有各类住房67,048套，其中2.3%为独立式居民区，96.3%为集中式居民区。常住房屋占布洛涅-比扬古市镇范围内居民建筑总量的87.8%。
在住房保障政策方面，2017年，布洛涅-比扬古境内共有7,008户家庭获得了住房经济补助，受益人数占总人口数量的5.8%，其中6,940份为房租补助。

### 商业
2019年，布洛涅-比扬古境内共有各类实体商铺3,141家，其中餐厅587家、大型超市28家、杂货店47家、面包房63家、肉铺28家、书店29家、装饰品店21家、银行门店64家、美容美发店117家、汽车维修店42家。布洛涅-比扬古市中心建有“帕萨日商业街区”（Centre Commercial Passages），此外其境内还有家乐福、欧尚、Monoprix等购物超市。

### 体育
2019年，布洛涅-比扬古境内共有1家游泳池、23间体育馆、2座综合体育场、32处网球场、3处马术场、2处足球或橄榄球场、11处篮球或排球场。
截至2021年4月，布洛涅-比扬古境内共有三家注册足球俱乐部，其中布洛涅-比扬古足球体育俱乐部是当地的一支足球队，成立于1943年，2020至2021赛季参加法兰西岛大区足球联赛，其主场“勒加洛球场”（Stade Le Gallo）位于市区西部，可同时容纳超过3,000名观众。此外，巴黎圣日耳曼足球俱乐部的主场王子公园体育场与布洛涅-比扬古交界。

### 环境
布洛涅-比扬古的环境事务由大巴黎都会区、法兰西岛以及大巴黎西部塞纳土地公共管理局协调负责。2019年，布洛涅-比扬古境内共有4家污染企业。

### 治安
2019年，布洛涅-比扬古市镇范围内共有1处派出所。
2014年，布洛涅-比扬古及附近地区共发生各类案件7,966起，其中盗窃类案件5,256起，经济类案件1,282起，毒品交易类案件135起。

## 文化
2019年，布洛涅-比扬古境内共有1家剧场、2家电影院、4家博物馆和1家音乐厅。布洛涅-比扬古市政府提供多媒体中心，向公众全年开放。

### 博物馆
- 三十年代博物馆（Musée des Années Trente）
- 雷诺博物馆（Musée Renault）
- 阿尔贝·卡恩博物馆（Musée Albert-Kahn）
- 保罗·兰多夫斯基花园博物馆（Musée-Jardin Paul Landowski）
- 保罗·贝尔蒙多博物馆（Musée Paul-Belmondo）

### 建筑
布洛涅-比扬古境内有多处历史建筑，其中包括布洛涅圣母堂、罗斯柴尔德城堡等14处法国国家文物保护单位。除此之外，当地的大部分建筑建于20世纪以后，其中59米高的TF1大厦是当地的地标性建筑物。

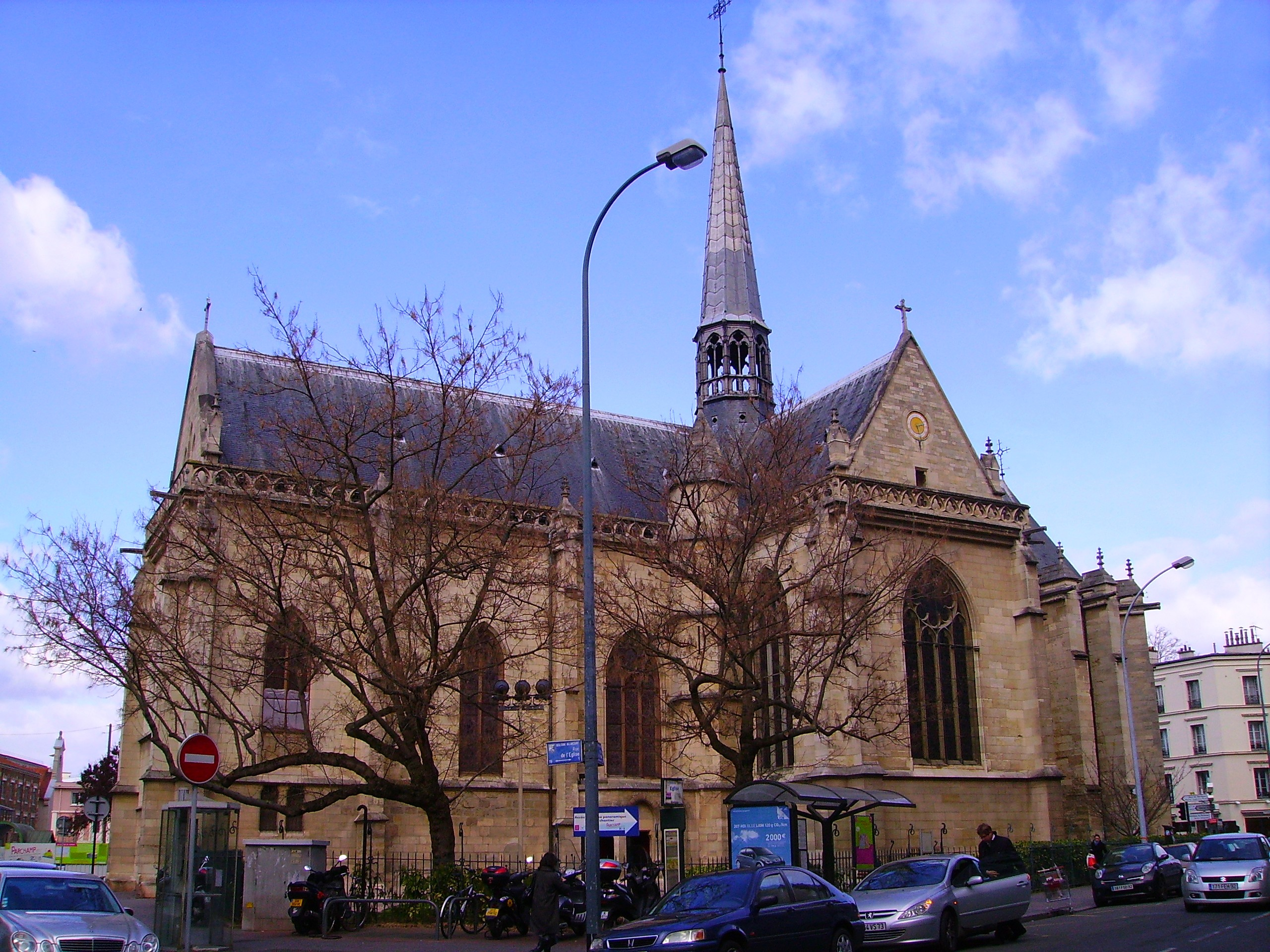
布洛涅圣母堂
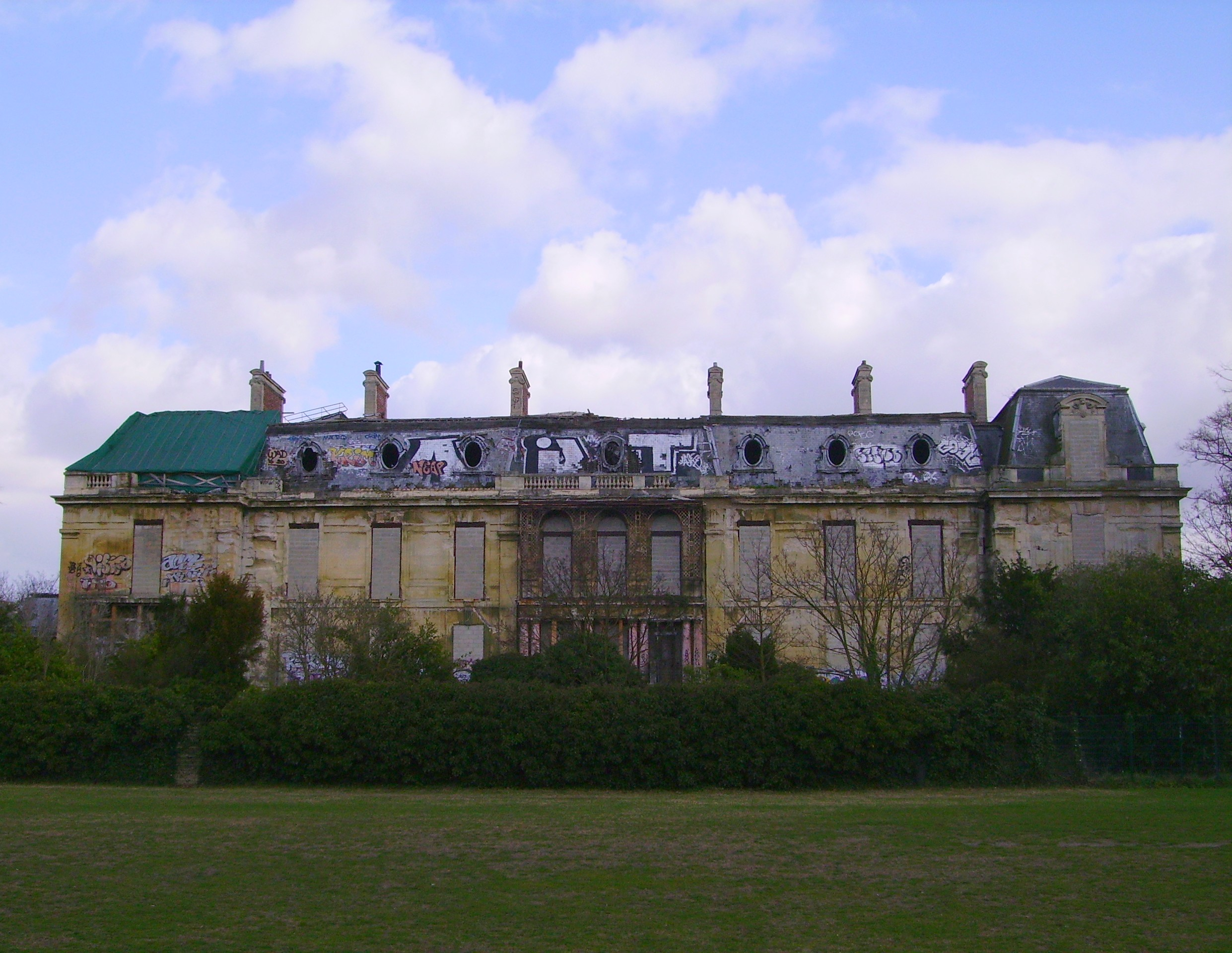
罗斯柴尔德城堡
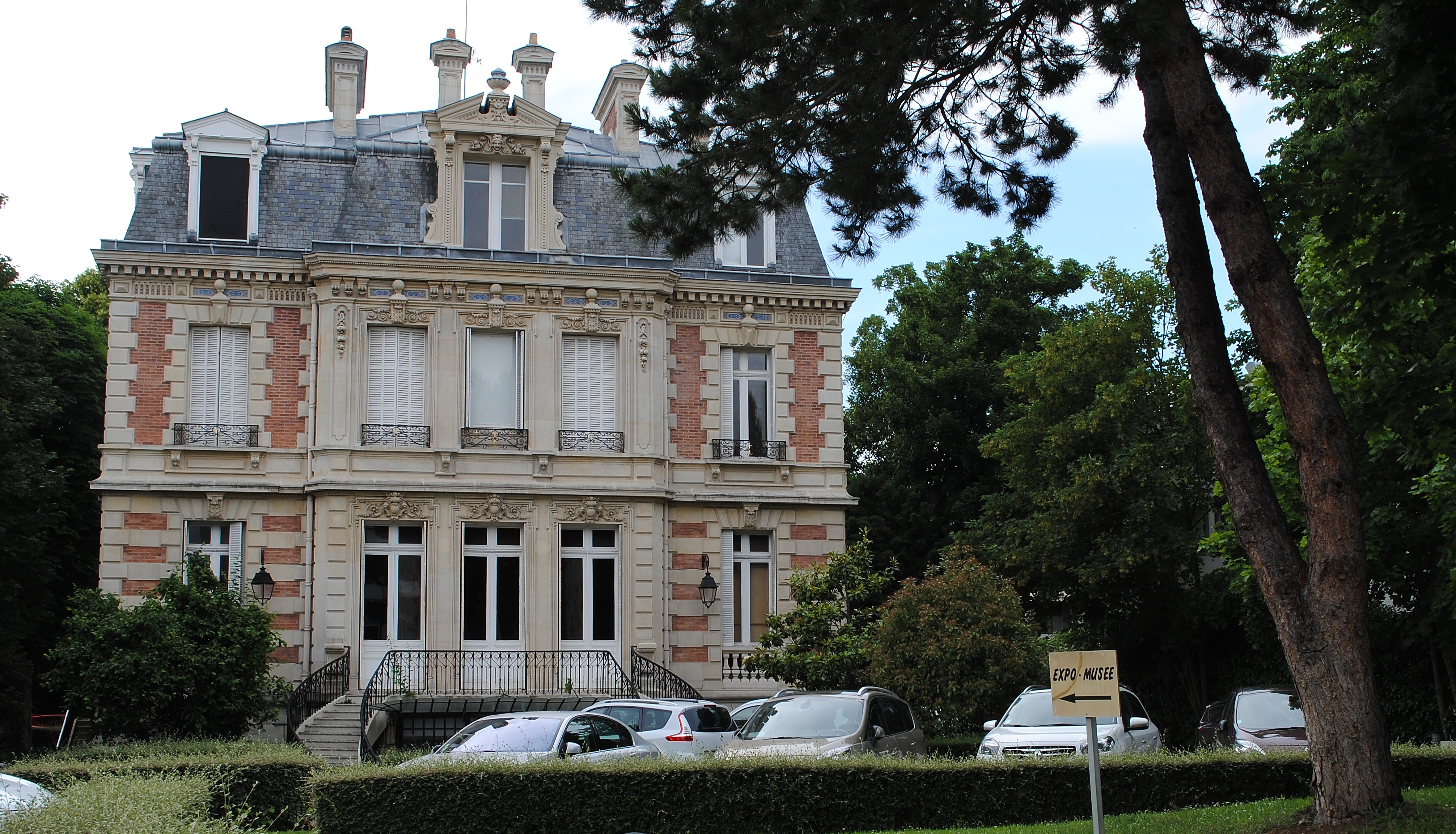
雷诺博物馆
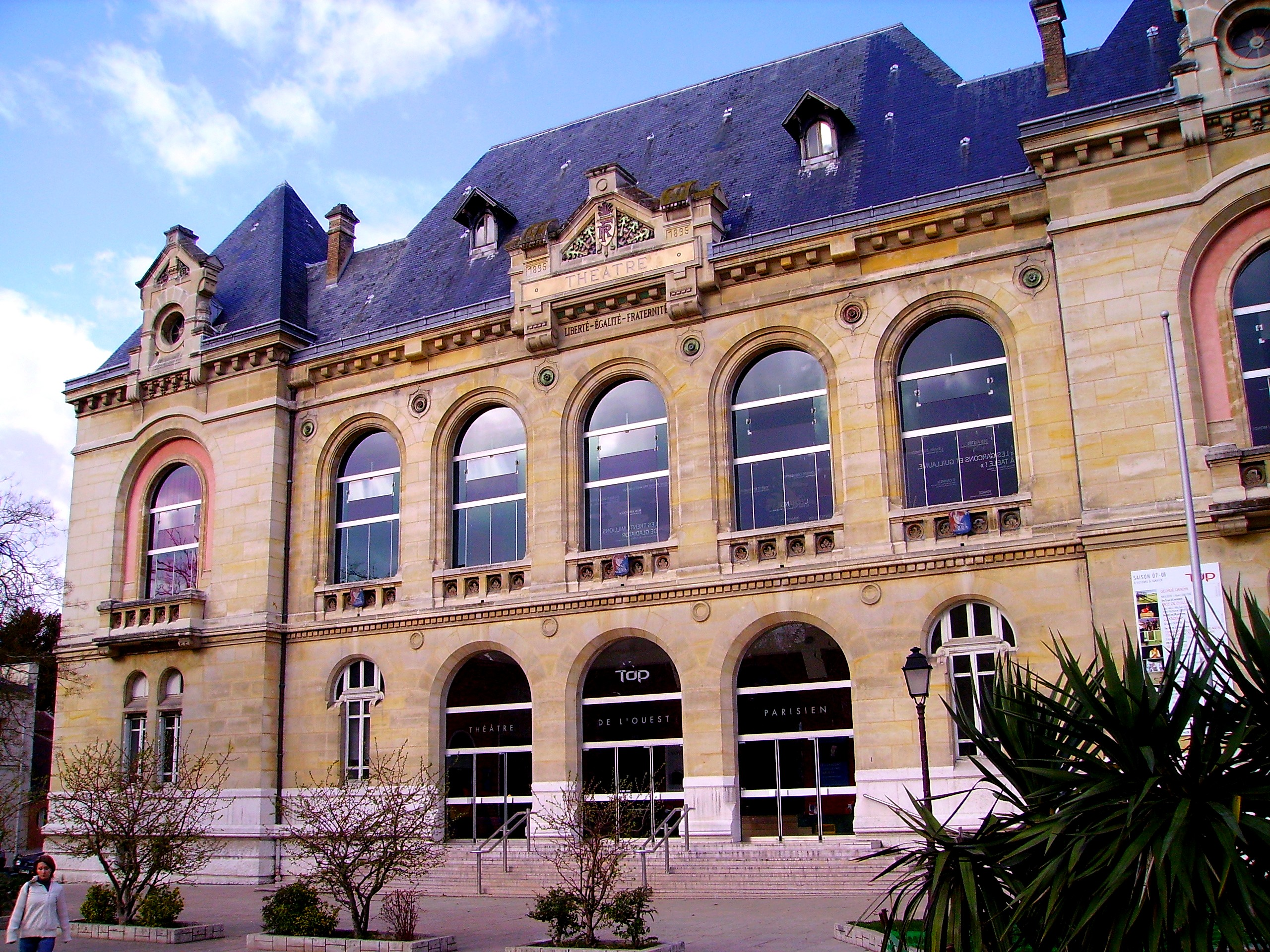
巴黎西部剧院
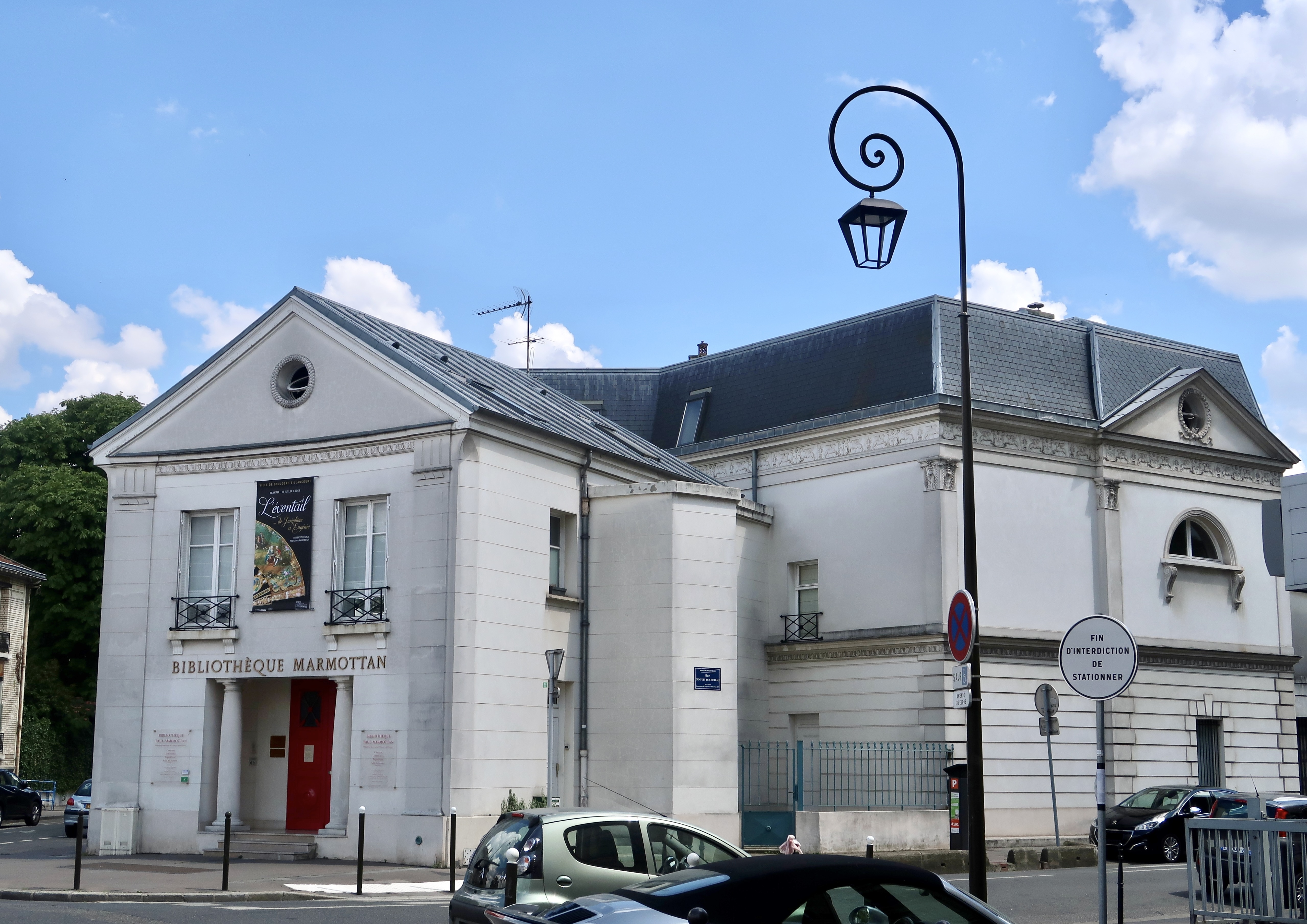
市政图书馆
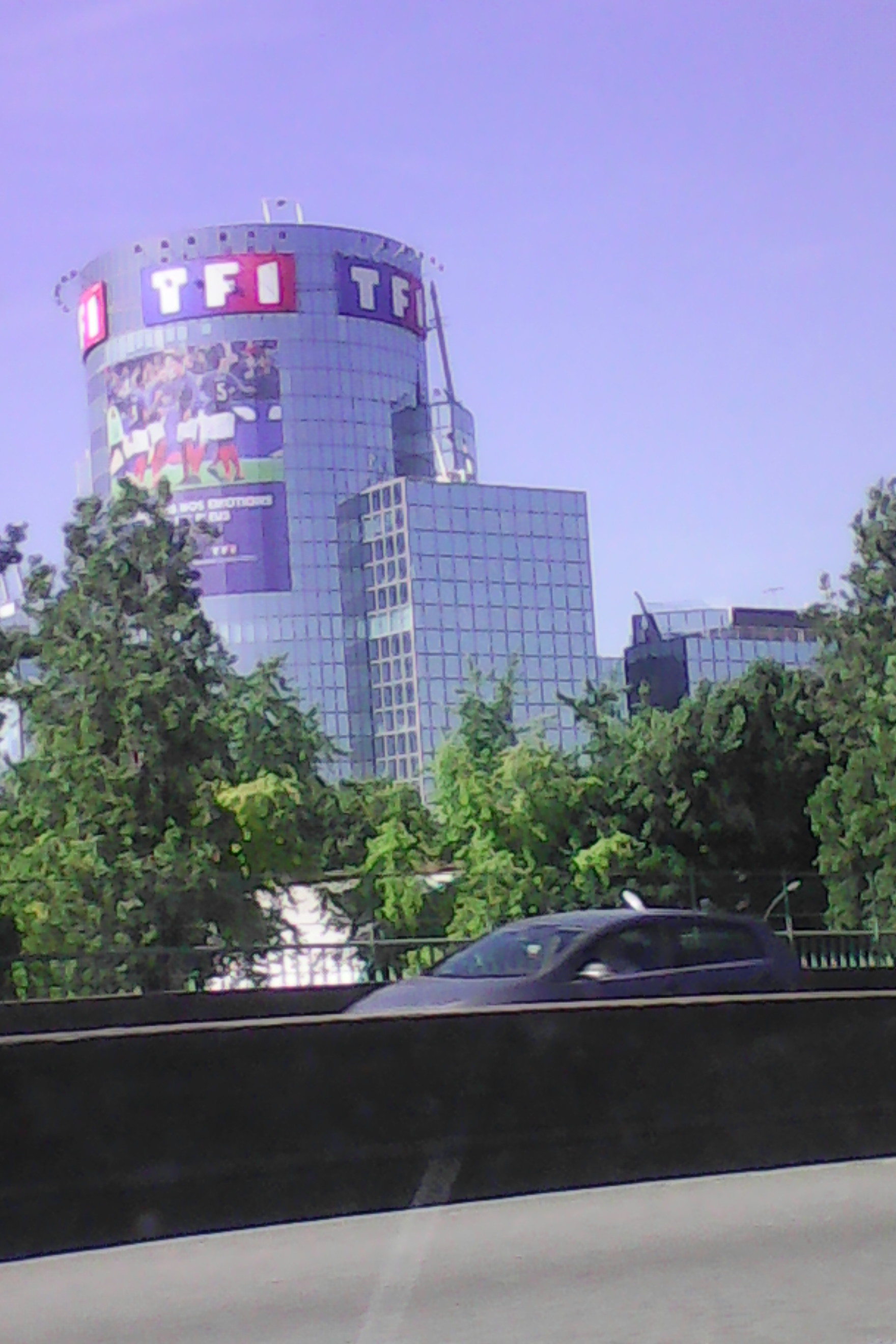
TF1大厦
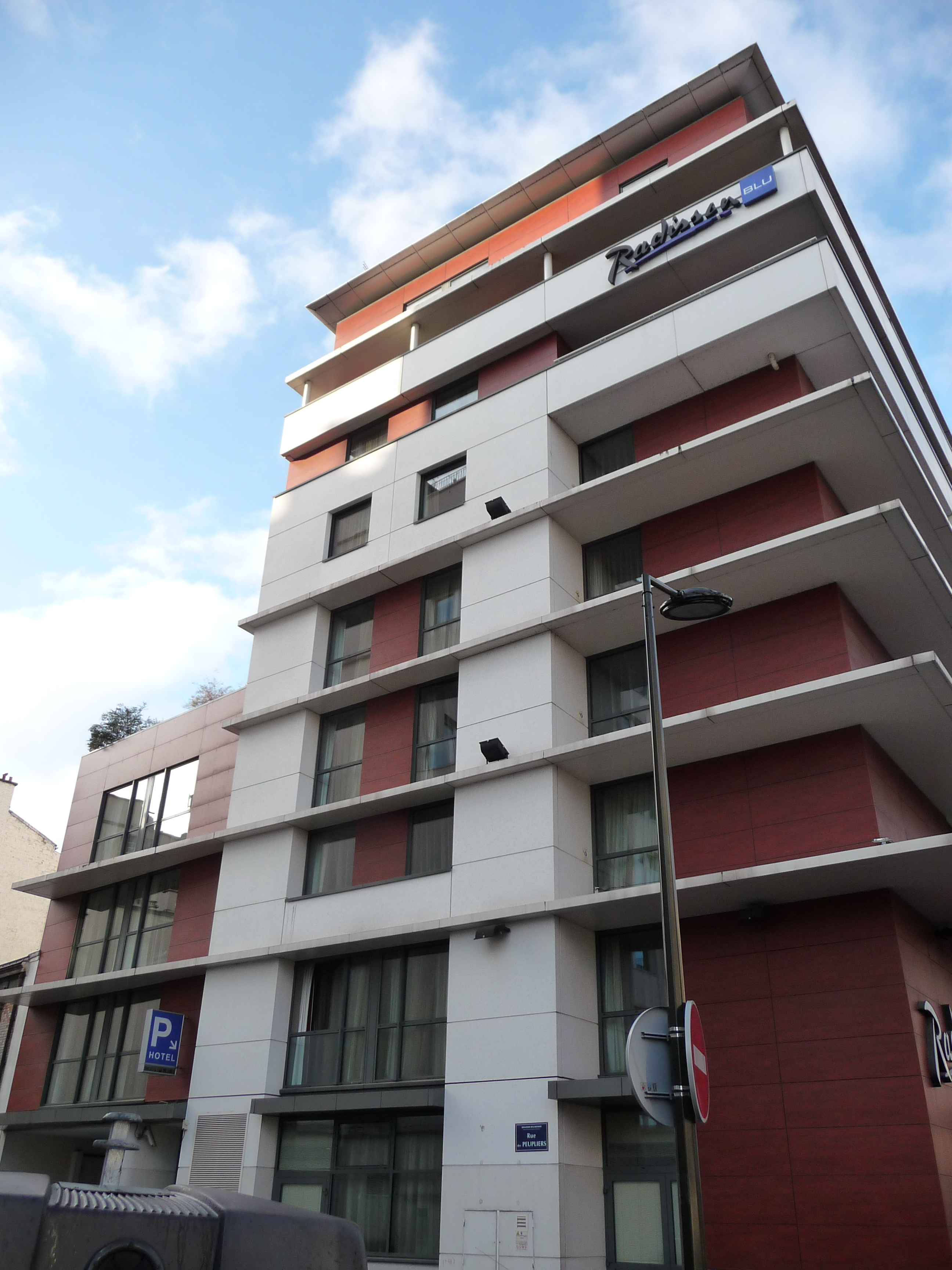
现代写字楼

### 旅游
布洛涅-比扬古的旅游事务由其所属的公共社区负责。2020年，布洛涅-比扬古境内共有20家宾馆共计1,212间房间。

### 媒体
法国电视一台总部位于布洛涅-比扬古境内。除此之外，法国主要的媒体均可在布洛涅-比扬古接收，法国电视三台下属的法兰西岛大区频道在部分时段播出布洛涅-比扬古所属区域的地方新闻。

## 相关人物
雷诺创建者之一马塞尔·雷诺、电影导演米歇尔·德维尔、法裔美国女演员莱斯莉·卡伦、心理学家芭芭拉·卡森、政治人物米歇尔·萨潘、现代说唱歌手Nessbeal以及Booba等人物出生于布洛涅-比扬古。
逝世于布洛涅-比扬古的重要人物则包括银行家阿尔贝·卡恩、意大利摄影师弗兰克·霍瓦特、足球教练热拉尔·乌利耶等。

## 友好城市
截至2021年4月，布洛涅-比扬古共与十座城市互为友好城市关系：

| - 比利时 安德莱赫特 - 德国 新克尔恩 - 英格兰 哈默史密斯-富勒姆区 - 荷蘭 赞斯塔德 - 義大利 马里诺 | - 塞爾維亞 潘切沃 - 以色列 赖阿南纳 - 美国 得克萨斯州欧文 - 突尼西亞 苏塞 - 中国 广安 |